# 지방도 제364호선
지방도 제364호선은 경기도 파주시 문산읍 당동리와 가평군 가평읍 승안삼거리를 잇는 경기도의 지방도이다.

## 연혁
- 2005년 3월 28일 : 지방도 제364호선을 새로 지정[1]
- 2017년 7월 4일 : 광암 ~ 마산간 도로(포천시 선단동 ~ 가산면 마산리) 2.8 km 구간 개통[2]

## 주요 경유지
- 파주시
  - 문산읍 당동리 - 문산사거리 - KT 문산지점 앞 회전교차로 - 문산동초교앞 - 독서삼거리 - 이천리 - 방미교
  - 법원읍 방미교 - 동문리 - 납두리고개 - 가야리 - 법원사거리 - 천현초등학교 - 법원 구터미널 - 법원도서관 - 수암교 - (회전교차로) - 갈곡교 - 파주CC - 갈곡리 - (개철교 북단) - 오현리 - 스르레미고개
- 양주시
  - 광적면 스르레미고개 - 덕도삼거리 - 효촌삼거리 - 효촌리 - 효촌저수지
  - 남면 매곡리 - 매곡교 - 매곡삼거리 - 신산삼거리 - 신산공원삼거리 - 남면초등학교 - 신산리 - 남문중학교, 한국외식과학고등학교 - 남문중고앞 교차로 - 막은골삼거리 - 한산리 - 한산교 - 봉암삼거리 - 봉암초등학교
- 동두천시
  - 상패동 마고개 - 시민회관삼거리 - 동두천시민회관 - 상패동행정복지센터 - 신천교
  - 생연동 신천교 - 신천교사거리 - 사동 교차로 - 세아오거리 - 단위농협사거리
  - 불현동 생골사거리 - 내행사거리 - 부처고개 - 광암윗삼거리 - 광암1교 - (조산교 북단) - 탑동초등학교 - (왕방리) - 오지재고개
- 포천시
  - 선단동 오지재고개 - 선단초교입구 - 장승거리삼거리(선단 나들목) - (선단동)
  - 가산면 (마산리) - 마산삼거리 - 가산삼거리 - 고인돌사거리 - 금현사거리 - 우금저수지 - 우금삼거리
  - 내촌면 진목4리 - 진목사거리 (진목 교차로) - 진목교 - 신내촌교 - 고장촌삼거리 - (내촌육교) - 내촌1교 - 내촌2교 - 기장1교 - 기장대 교차로 - 기장2교 - 기장3교 - 베어스타운 - 소학리 - 소학3리 - 신효죽교 - 청담교 - 신팔2리 - 청담마을입구 - 서파검문소 - 서파 교차로 - 율길3교
- 가평군
  - 상면 율길3교 - 율길 교차로 - 율길2교 - 율길1교 - 자작4교 - 자작3교 - 자작2교 - 자작1교 - 물곡2교 - 물곡1교 - 범말2교 - 태봉 교차로 - 범말1교 - 성적교 - 비득교 - 연하 교차로 - 역말교
  - 조종면 역말교 - 부대앞삼거리 - 현리아랫삼거리 - 현리공용버스터미널 - 영양교앞 - 신하교 - 신하리 - 마일교 - (미개통 구간 : 마일리)
  - 가평읍 (미개통 구간 : 두밀리 - 경반리) - 승안리 - 승안삼거리

## 중복 구간
- 파주시 문산읍 (KT 문산지점) ~ 법원읍 법원사거리 : 국가지원지방도 제78호선과 중복
- 파주시 법원읍 법원사거리 ~ 양주시 광적면 효촌삼거리 : 국가지원지방도 제56호선과 중복
- 파주시 법원읍 법원사거리 ~ 개철교 북단 : 지방도 제367호선과 중복
- 양주시 광적면 덕도삼거리 ~ 효촌삼거리 : 지방도 제371호선과 중복
- 양주시 남면 매곡삼거리 ~ 신산삼거리 : 지방도 제371호선과 중복
- 동두천시 불현동 (조산교 북단) ~ (왕방리) : 지방도 제379호선과 중복
- 포천시 가산면 가산삼거리 ~ 내촌면 (내촌육교) : 국도 제87호선과 중복
- 포천시 내촌면 진목사거리 ~ (내촌육교) : 국가지원지방도 제98호선과 중복
- 포천시 내촌면 (내촌육교) ~ 서파 교차로 : 국도 제47호선과 중복
- 포천시 내촌면 서파 교차로 ~ 가평군 상면 연하 교차로 : 국도 제37호선과 중복
- 가평군 상면 연하 교차로 ~ 영양교앞 : 지방도 제387호선과 중복

## 도로명
- 파주시 문산읍 문산사거리 ~ KT 문산지점 앞 회전교차로 : 우계로
- 파주시 문산읍 KT 문산지점 앞 회전교차로 ~ 수암교 동단 회전교차로 : 사임당로
- 파주시 문산읍 수암교 동단 회전교차로 ~ 양주시 광적면 효촌삼거리 : 화합로
- 양주시 광적면 효촌삼거리 ~ 남면 매곡삼거리 : 휴암로
- 양주시 남면 매곡삼거리 ~ 신산삼거리 : 감악산로
- 양주시 남면 신산삼거리 ~ 남면초등학교 : 감악산로244번길
- 양주시 남면 남면초등학교 ~ 남문중고앞 교차로 : 개나리18길
- 양주시 남면 남문중고앞 교차로 ~ 막은골삼거리 : 개나리길
- 양주시 남면 막은골삼거리 ~ 동두천시 상패동 시민회관삼거리 : 삼육사로
- 동두천시 상패동 시민회관삼거리 ~ 생연동 신천교사거리 : 어수로
- 동두천시 생연동 신천교사거리 ~ 사동 교차로 : 강변로
- 동두천시 생연동 사동 교차로 ~ 포천시 선단동 장승거리삼거리 : 삼육사로
- 포천시 선단동 대진대입구 ~ 가산면 마산삼거리 : 선마로
- 포천시 가산면 가산삼거리 ~ 내촌면 (내촌육교) : 포천로
- 포천시 내촌면 (내촌육교) ~ 서파 교차로 : 금강로
- 포천시 내촌면 서파 교차로 ~ 율길3교 : 청군로
- 가평군 상면 율길3교 ~ 연하 교차로 : 조종로
- 가평군 상면 연하 교차로 ~ 하면 부대앞삼거리 : 비룡로
- 가평군 조종면 부대앞삼거리 ~ 현리아랫삼거리 : 청군로
- 가평군 조종면 현리아랫삼거리 ~ 현리공용버스터미널 : 현창로
- 가평군 조종면 현리공용버스터미널 ~ 영양교앞 : 조종희망로
- 가평군 조종면 영양교앞 ~ 마일리 : 연인산로